# Preparis
Isla Preparis es una isla situada entre el golfo de Bengala y el mar de Andamán, en el océano Índico, 77 km al noreste de las Islas Coco y 133 km al suroeste del punto más cercano en la costa de Birmania. La isla posee unos 7 km de largo y tiene una anchura máxima de 1,8 km. Está cubierta de un bosque denso con pendientes suaves subiendo a una altura máxima de 81 m.